# Dario Franchitti
Dario Franchitti (ur. 19 maja 1973 w Bathgate) – brytyjski kierowca wyścigowy pochodzenia włoskiego. Mistrz serii Indy Racing League z 2007, 2009, 2010 i 2011 roku.
W grudniu 2001 roku poślubił amerykańską aktorkę Ashley Judd, rozwiedli się w 2013 r. 
Jest fanem piłkarskiego zespołu Celtic F.C.

## Kariera

### Początki kariery
Franchitti rozpoczął swoją karierę wyścigową od kartingu. W 1984 roku zdobył w tej dyscyplinie mistrzostwo Szkocji juniorów, a w latach 1985 i 1986 mistrzostwo Wielkiej Brytanii juniorów. W 1988 roku dołożył jeszcze mistrzostwo Szkocji seniorów i przeniósł się do Formuły Vauxhall Junior, którą wygrał w 1991 roku.
W 1992 roku wystartował w Formule Vauxhall Lotus w barwach zespołu Paul Stewart Racing. Pierwszy sezon startów ukończył na czwartym miejscu, natomiast w następnym sezonie zdobył tytuł mistrzowski w tej serii. W 1994 roku wystartował w brytyjskiej Formule 3 i zajął w niej czwarte miejsce wygrywając jeden wyścig w sezonie.
W 1995 roku podpisał kontrakt z fabrycznym zespołem Mercedesa, AMG, na starty w serii DTM, czyli niemieckich mistrzostwach samochodów turystycznych, oraz powiązaną z nią serią ITC (międzynarodowe mistrzostwa). W następnym roku kontynuował starty w ITC.

### CART
Po sezonie 1996 zlikwidowano serię ITC, a Mercedes przeniósł Franchittiego do zespołu Hogan Racing startującego w amerykańskiej serii CART, dla której był jednym z dostawców silników. Pierwszy sezon nie był zbyt udany dla szkota (najlepsze miejsce w wyścigu to dziewiąte), jednak pomimo słabych wyników kilkakrotnie podczas wyścigów pokazał się z bardzo dobrej strony i na kolejny sezon podpisał kontrakt z jednym z czołowych zespołów – Team Green.
W nowym zespole stał się jednym z czołowych kierowców serii. W 1998 roku zajął trzecie miejsce, a w 1999 zdobył tytuł wicemistrza CART (przegrał tytuł mistrzowski tylko mniejszą liczbą zwycięstw). Rok 2000 był nieudany głównie za sprawą wypadku podczas przedsezonowych testów. Kolejne dwa sezony ukończył na 7. i 4. miejscu zwyciężając odpowiednio w jednym i trzech wyścigach.

### IRL IndyCar Series
W 2003 przeniósł się wraz z zespołem Andretti Green Racing do serii IndyCar. Sezon jednak zakończył przedwcześnie wypadkiem motocyklowym podczas wakacji w Szkocji.

## Wyniki w karierze
| Sezon | Seria                                  | Zespół                | Starty | PP | Zwyc. | Punkty | Pozycja |
| ----- | -------------------------------------- | --------------------- | ------ | -- | ----- | ------ | ------- |
| 1995  | Deutsche Tourenwagen Meisterschaft     | AMG                   | 13     | 3  | 1     | 74     | 5.      |
| 1995  | International Touring Car Series       | AMG                   | 10     | 0  | 1     | 80     | 3.      |
| 1996  | International Touring Car Championship | AMG                   | 26     | 0  | 1     | 171    | 4.      |
| 1997  | CART                                   | Hogan Racing          | 16     | 1  | 0     | 10     | 20.     |
| 1998  | CART                                   | Team Green            | 19     | 5  | 3     | 160    | 3.      |
| 1999  | CART                                   | Team Green            | 20     | 2  | 3     | 212    | 2.      |
| 2000  | CART                                   | Team Green            | 16     | 2  | 0     | 92     | 13.     |
| 2001  | CART                                   | Team Green            | 20     | 0  | 1     | 105    | 7.      |
| 2002  | CART                                   | Team Green            | 19     | 1  | 3     | 148    | 4.      |
| 2002  | Indy Racing League                     | Team Green            | 1      | 0  | 0     | 11     | 44.     |
| 2003  | IRL IndyCar Series                     | Andretti Green Racing | 3      | 0  | 0     | 72     | 25.     |
| 2004  | IRL IndyCar Series                     | Andretti Green Racing | 16     | 1  | 2     | 409    | 6.      |
| 2005  | IRL IndyCar Series                     | Andretti Green Racing | 17     | 1  | 2     | 498    | 4.      |
| 2006  | IRL IndyCar Series                     | Andretti Green Racing | 13     | 1  | 0     | 311    | 8.      |
| 2007  | IRL IndyCar Series                     | Andretti Green Racing | 17     | 4  | 4     | 637    | 1.      |
| 2008  | NASCAR Sprint Cup                      | Chip Ganassi Racing   | 10     | 0  | 0     | 606    | 49.     |
| 2009  | IRL IndyCar Series                     | Chip Ganassi Racing   | 17     | 5  | 5     | 616    | 1.      |
| 2010  | IRL IndyCar Series                     | Chip Ganassi Racing   | 17     | 2  | 3     | 602    | 1.      |
| 2011  | IRL IndyCar Series                     | Chip Ganassi Racing   | 17     | 2  | 4     | 573    | 1.      |
| 2012  | IRL IndyCar Series                     | Chip Ganassi Racing   | 15     | 3  | 1     | 363    | 7.      |
| 2013  | IRL IndyCar Series                     | Chip Ganassi Racing   | 18     | 4  | 0     | 418    | 10.     |

## Wyniki w Indianapolis 500
| Rok  | Nadwozie | Silnik    | Start | Wynik | Uwagi   |
| ---- | -------- | --------- | ----- | ----- | ------- |
| 2002 | Dallara  | Chevrolet | 28    | 19    |         |
| 2004 | Dallara  | Honda     | 3     | 14    |         |
| 2005 | Dallara  | Honda     | 6     | 6     |         |
| 2006 | Dallara  | Honda     | 17    | 7     |         |
| 2007 | Dallara  | Honda     | 3     | 1     |         |
| 2009 | Dallara  | Honda     | 3     | 7     |         |
| 2010 | Dallara  | Honda     | 3     | 1     |         |
| 2011 | Dallara  | Honda     | 9     | 12    |         |
| 2012 | Dallara  | Honda     | 16    | 1     |         |
| 2013 | Dallara  | Honda     | 17    | 23    | Wypadek |